# Ždral (zviježđe)
Ždral (lat. Grus), jedno je od 88 modernih zviježđa. Konstelacija južne polutke koja je prvi puta zabilježena u djelu Uranometrija Johanna Bayera.

## Vanjske poveznice
- The clickable Grus  Arhivirana inačica izvorne stranice od 16. veljače 2012. (Wayback Machine)